# Джорджоне
Джорджо Барбарелла, или Джорджо да Кастельфранко, более известный современникам как Зорзо или Зорзи да Кастельфранко, а позднее вошедший в историю как Джорджоне (итал. Giorgio Barbarella, Giorgio da Castelfranco, Zorzo o Zorzi da Castelfranco; ок. 1478, Кастельфранко-Венето — 17 сентября 1510, Венеция) — итальянский живописец, представитель венецианской школы; один из выдающихся мастеров Высокого Возрождения. Необычайно одарённый художник, он был также поэтом и музыкантом. Джорджоне прожил короткую жизнь, но успел создать особое, идиллическое направление в живописи, продолжателем которого, отчасти, стал Тициан Вечеллио.. Несмотря на большую популярность художника при жизни, он является одной из самых загадочных фигур в истории живописи. Джорджоне не подписал ни одной работы, и атрибуция его произведений, а также определение иконографических значений многих его картин является предметом споров среди специалистов. «Джорджоне всегда оставался неуловимым и загадочным художником, настолько, что, по определению Габриэле Д’Аннунцио, казался „скорее мифом, чем человеком“».

## Биография
О жизни Джорджоне известно очень мало, некоторые факты проясняютчя благодаря надписям на картинах и нескольким документам того времени. Энрико Мария даль Поццоло указывал, что в некоторых документах исторического архива муниципалитета Кастельфранко-Венето есть упоминание о некоем Дзорци (Джорджио), родившемся в 1477 или 1478 году, который в 1500 году обратился в муниципалитет с просьбой освободить его от уплаты налогов, поскольку он больше не проживал в городе. Этот Зорци, сын нотариуса Джованни Барбареллы и Альтадоны, дочери нотариуса из Конельяно Франческо да Камполонго, был отождествлен с Джорджоне.
Джорджоне родился в небольшом городке Кастельфранко-Венето недалеко от Тревизо. В 1493 году переехал в Венецию и поступил учеником в мастерскую Джованни Беллини. Ироничное прозвание «Джорджоне» («Большой Джорджио», с увеличительным суффиксом «one»), вероятно, связано с его хрупким телосложением и небольшим ростом, либо, напротив, телосложением, которое, как говорят, было похоже на фигуру медведя, изображение которого иногда встречается в его картинах.
В «Жизнеописаниях» Джорджо Вазари сказано несколько иначе: «За внешний свой облик и за величие духа».
В 1497 году появилась первая самостоятельная работа художника — «Христос, Несущий Крест». Согласно Джорджо Вазари, в марте 1500 года Джорджоне встречался с «мимолётно побывавшим в Венеции» Леонардо да Винчи. Однако исследователи отмечают, что в точности неизвестно, видел ли Джорджоне произведения Леонардо; скорее, на него могли оказать влияние «леонардески» (ученики и последователи мастера), а также произведения «эмилианской» (феррарской) школы (области Эмилия-Романья), в частности произведения Лоренцо Косты.
В 1504 году Джорджоне выполнил заказанный ему алтарный образ «Мадонна Кастельфранко», предназначенный для капеллы знатной семьи Костанцо кафедрального Собора в Кастельфранко-Венето, родном городе художника.
По распоряжению Сената Венецианской республики в 1508 году Джорджоне вместе с Тицианом создали наружные фрески здания «Немецкого подворья»: Фондако-деи-Тедески на Большом канале — уникальный опыт для Венеции, города с влажным климатом, противопоказанным для фресковых росписей (сохранился лишь небольшой фрагмент с изображением женской фигуры).
Художник скончался 17 сентября 1510 года во время эпидемии чумы в Венеции на острове Лаццарето Нуово, который использовался в качестве места карантина во время эпидемии. Вазари привёл трогательную легенду о том, что Джорджоне заразился от своей возлюбленной (по слухам специально, дабы умереть вместе с ней), которая скончалась в 1511 году. Однако эта история не подтверждена документально и даже опровергается письмом маркизы Мантуи Изабеллы д’Эсте 1510 года, которая просто хотела купить у художника картину, а его уже не было в живых.

## Творчество

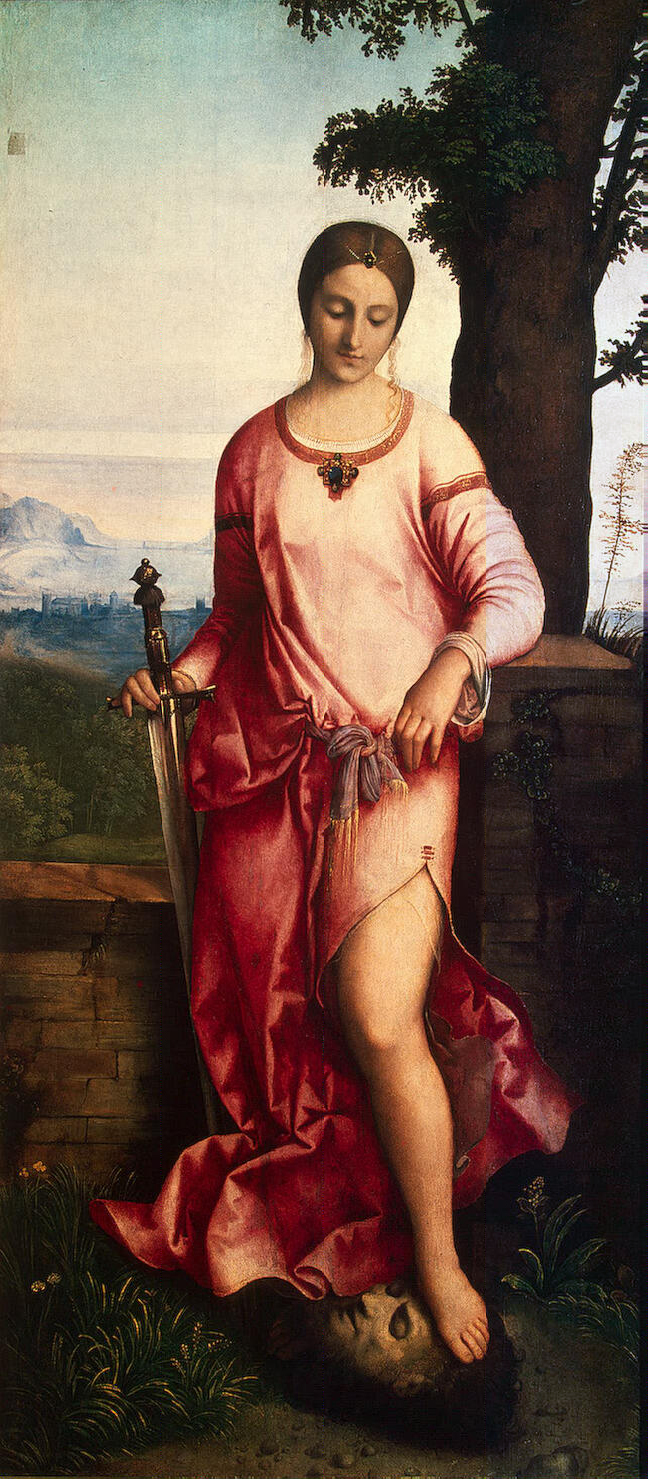
Юдифь. 1504. Холст, масло (переведено с дерева). Государственный Эрмитаж, Санкт-Петербург

Джорджоне «был человеком с выдающимся романтическим обаянием, великим любовником и музыкантом, стремящимся выразить в своём искусстве чувственную и образную грацию, тронутую поэтической меланхолией, типичной для венецианского существования его времени».

 Джорджоне сделал для венецианской живописи шаг вперед, аналогичный тому, который сделал Леонардо да Винчи для тосканской живописи более чем двадцатью годами ранее. Он освободил искусство от последних оков архаической скованности и наделил его полной свободой владения изобразительными средствами… Конец периода кватроченто в Венеции совпал с расцветом пасторального жанра в искусстве живописи, музыки и поэзии. Для творчества Джорджоне типично изображение идиллии, сельских сцен и пейзажей «счастливой Аркадии». Но романтическая поэтика и тонкость души уберегли этого удивительного художника от поверхностной описательности и программности, привели его к живописи настроения в духе античного пантеизма и совершенно особой музыкальной пластичности формы… Специалисты много спорят о загадочности его картин и «зашифрованности» сюжетов. И хотя эти сюжеты являются, судя по всему, лишь иллюстрациями к известным в то время поэтическим произведениям античных и итальянских авторов, их загадочность состоит лишь в том, что внутренняя одухотворённость и аллегоричность джорджониевских композиций делает их закрытыми для рационального, прагматичного восприятия. Стиль Джорджоне — сама пластика формообразования… «Загадка Джорджоне» заключена не в непонятности сюжета, а в том, что сюжет преображается художником в пластическую тему.
Уже в ранних работах, выполненных до 1505 года, заметно, что Джорджоне большое внимание уделял пейзажу, который не просто становился фоном для фигур переднего плана, а играл важную роль в передаче глубины пространства и создании впечатления от картины. В «Читающей Мадонне» пейзаж содержит легко узнаваемые здания Венеции. В картине «Юдифь» проявляется главная особенность искусства Джорджоне — поэтическое представление о богатстве таящихся в мире и человеке жизненных сил, присутствие которых раскрывается не в действии, а в состоянии всеобщей молчаливой одухотворённости.
Поэтому не случайно, что вслед за Джованни Беллини, своим учителем, молодой Джорджоне внёс свой вклад в тему «Святых Собеседований», к каковой относится «Мадонна Кастельфранко», а картину «Гроза (Буря)», как и «Три философа», критики относят не к пасторали, а к новому жанру «философского пейзажа».
В поздних произведениях Джорджоне полностью определилась главная тема творчества художника — гармоничное единство человека и природы. Её воплощению служат открытия Джорджоне в области художественного языка, сыгравшие важную роль в развитии европейской масляной живописи. Сохраняя ясность объёма, чистоту и мелодическую выразительность контуров, Джорджоне с помощью мягкой прозрачной светотени добился органического слияния человеческой фигуры с пейзажем и достиг невиданной ранее живописной цельности картины. Он придал полнокровную теплоту и свежесть звучанию главных цветовых пятен, сочетая их с множеством красочных нюансов, взаимосвязанных с градациями тонов и мягкости контуров. Творческая концепция Джорджоне своеобразно преломила современные ему натурфилософские идеи, оказавшие влияние на формирование венецианского гуманизма, и отразила свойственную Возрождению влюблённость в красоту человека и земного бытия.
Тема взаимопроникновения двух миров — гармонии мира небесного и земного — нашла выражение в мировом шедевре, одном из лучших произведений в истории изобразительного искусства, принадлежащим кисти Джорджоне: «Спящая Венера». На картине изображена обнажённая богиня, спокойно дремлющая под деревом, поскольку она остаётся невидимой для людей. Сходным настроением и поэтическим подтекстом проникнута другая знаменитая картина Джорджоне: «Сельский концерт», завершённая после смерти художника, как и «Спящая Венера», его другом Тицианом. Тициан впоследствии не раз возвращался к теме «Венер», но не смог достигнуть совершенства пластики, которое было подвластно Джорджоне. Свою самую гармоничную картину «Любовь небесная и Любовь земная» (1514) Тициан «создал явно под впечатлением искусства своего друга».
Б. Р. Виппер писал, что «искусство Джорджоне и джорджонистов оказало огромное влияние… Оно означало в венецианской школе живописи поворот к идеалам Высокого Возрождения и, в известной мере, можно утверждать, что Джорджоне сыграл такую же роль в расцвете венецианской живописи, какая в искусстве Средней Италии принадлежала Леонардо да Винчи… Это было созерцательное и философское искусство, выражающее глубокие пантеистические идеи… А как живописцу Джорджоне вообще не было равных».
«„Джорджонизм“ оказал воздействие на необычайно широкий круг художников, включающий не только венецианцев, молодого Тициана и престарелого Дж. Беллини, пережившего своего гениального ученика». К «джорджонескам» относят Себастьяно дель Пьомбо, Якопо Пальму Старшего, Лоренцо Лотто, Джованни Антонио Порденоне, Доссо Досси, Джованни Кариани, Андреа Скьявоне, Винченцо Катену, Джованни Буонконсильо, Джованни Савольдо, Джироламо Романино, Моретто да Брешиа и многих других.

## Галерея

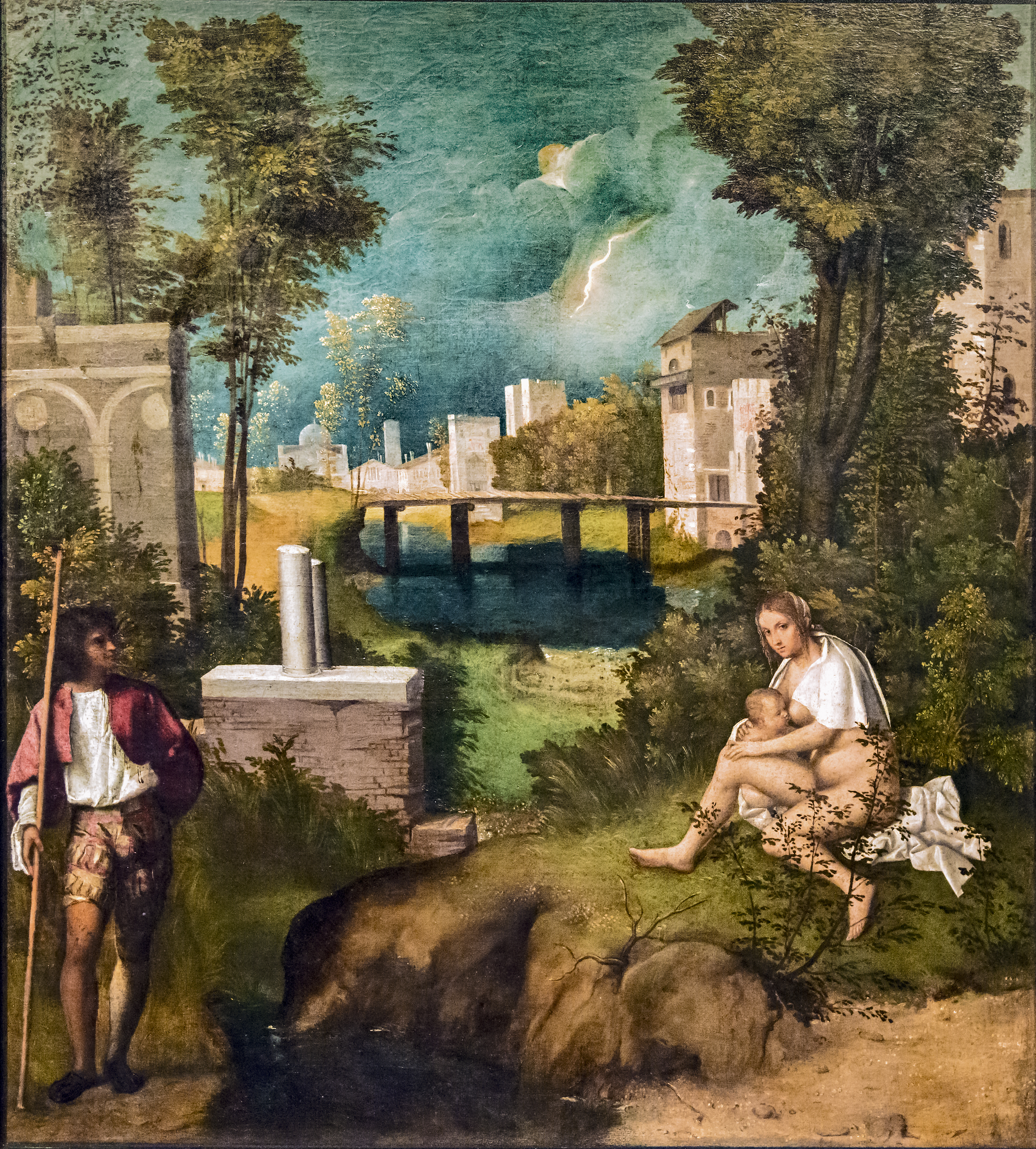
Гроза. Ок. 1505. Холст, масло. Галерея Академии, Венеция
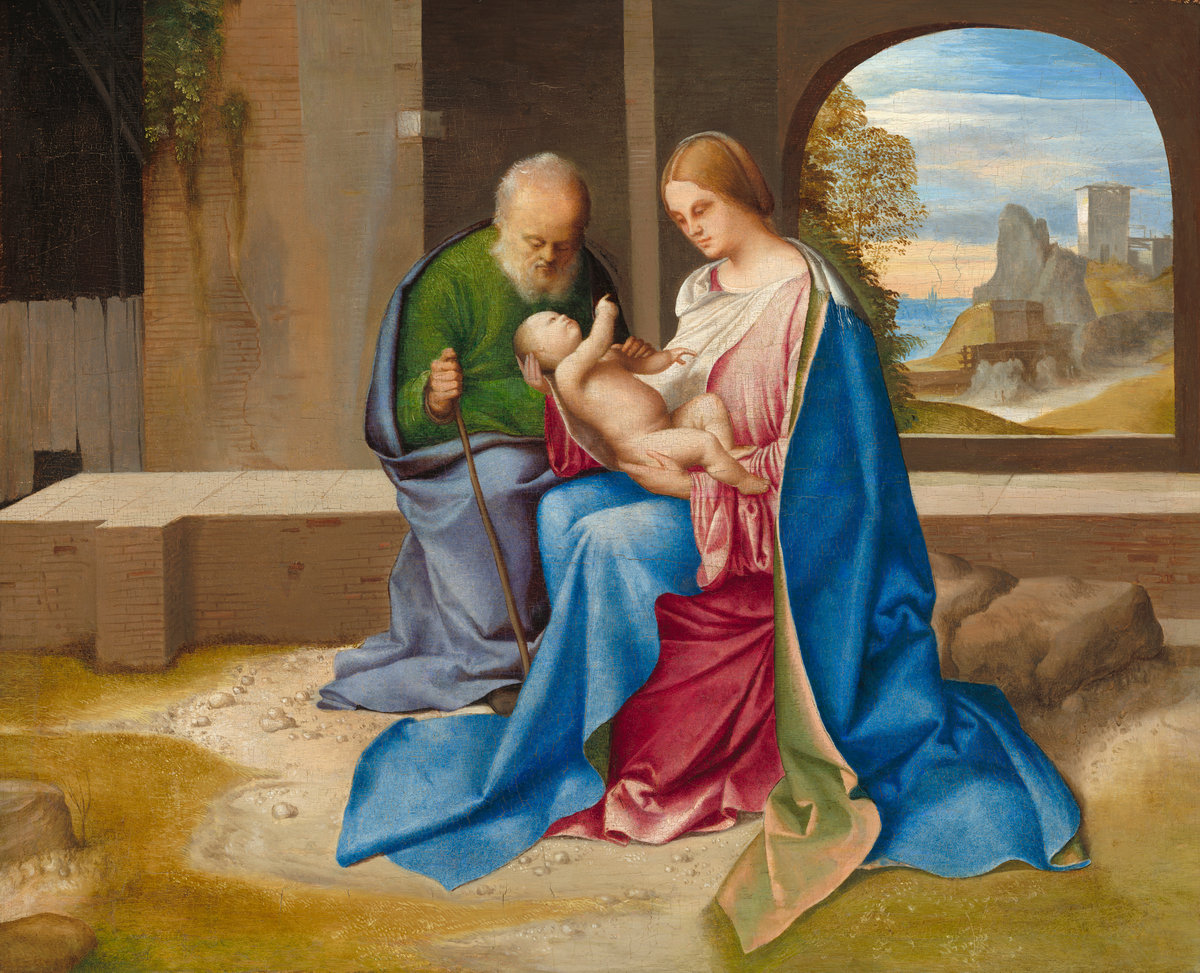
Святое семейство. 1500. Дерево, масло. Национальная галерея искусства, Вашингтон
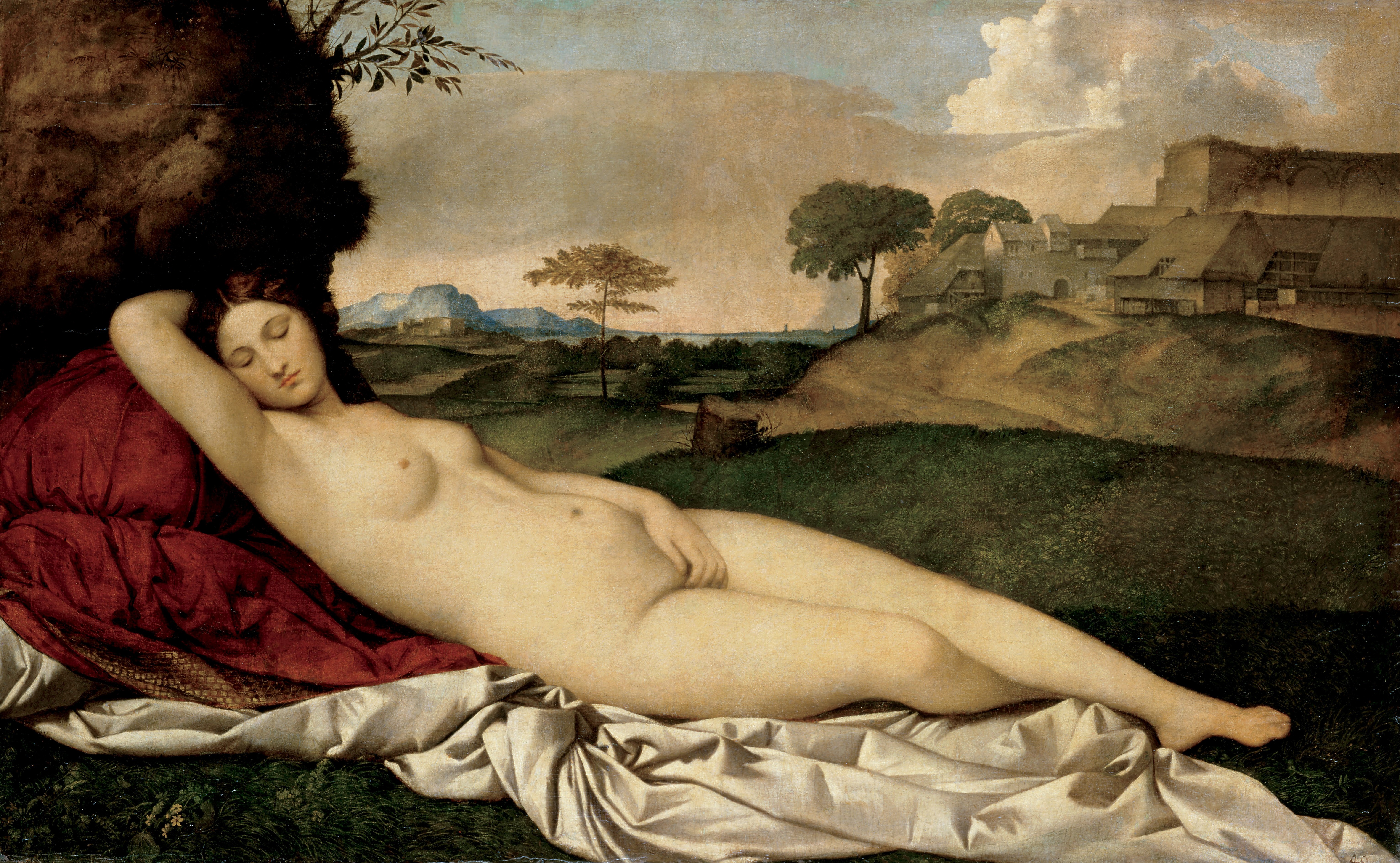
Спящая Венера. Между 1508 и 1510. Холст, масло. Галерея старых мастеров, Дрезден
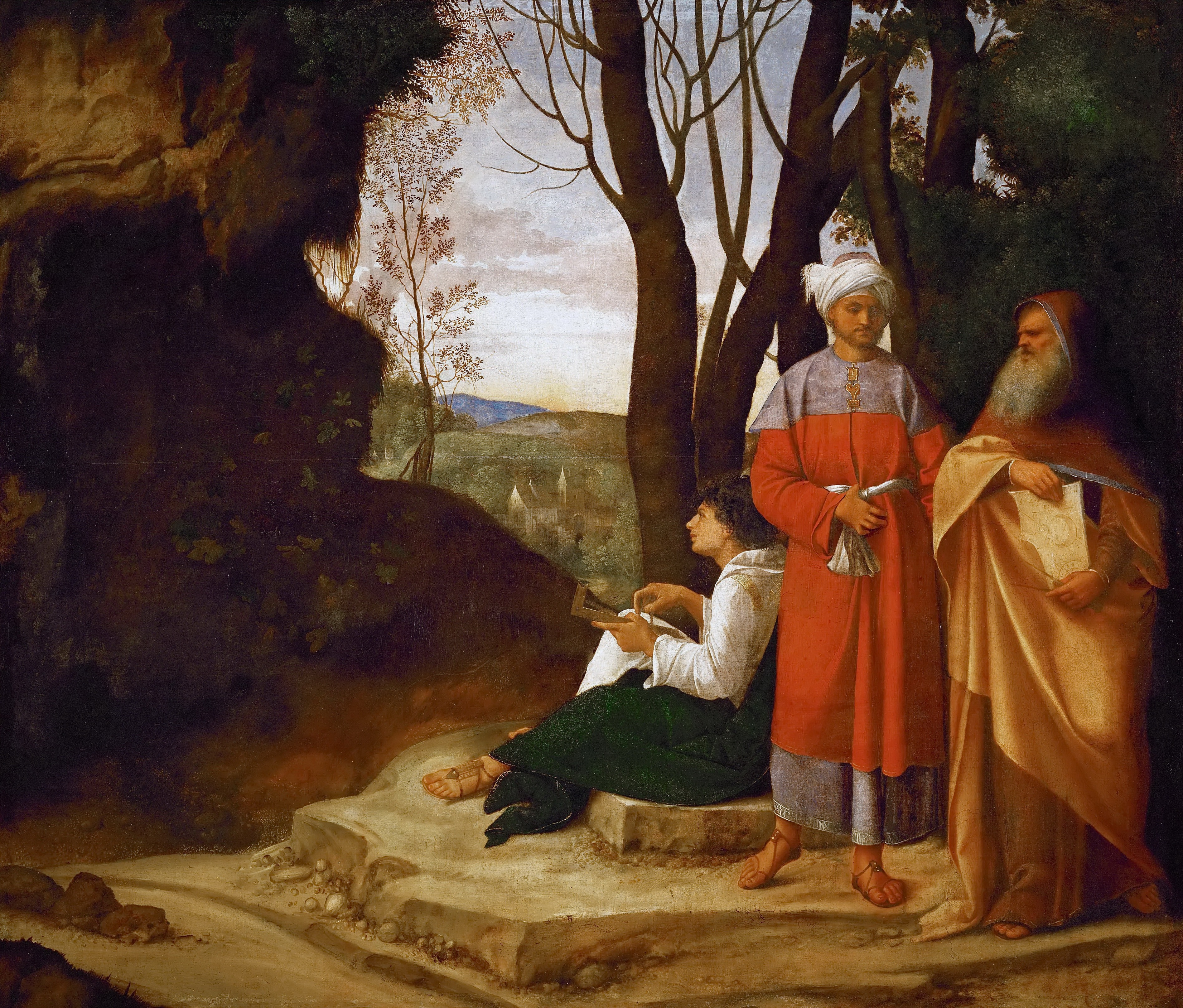
Три философа. Между 1508 и 1509. Холст, масло. Музей истории искусств, Вена
Пасторальный (Сельский) концерт. Ок. 1509. Холст, масло. Лувр, Париж
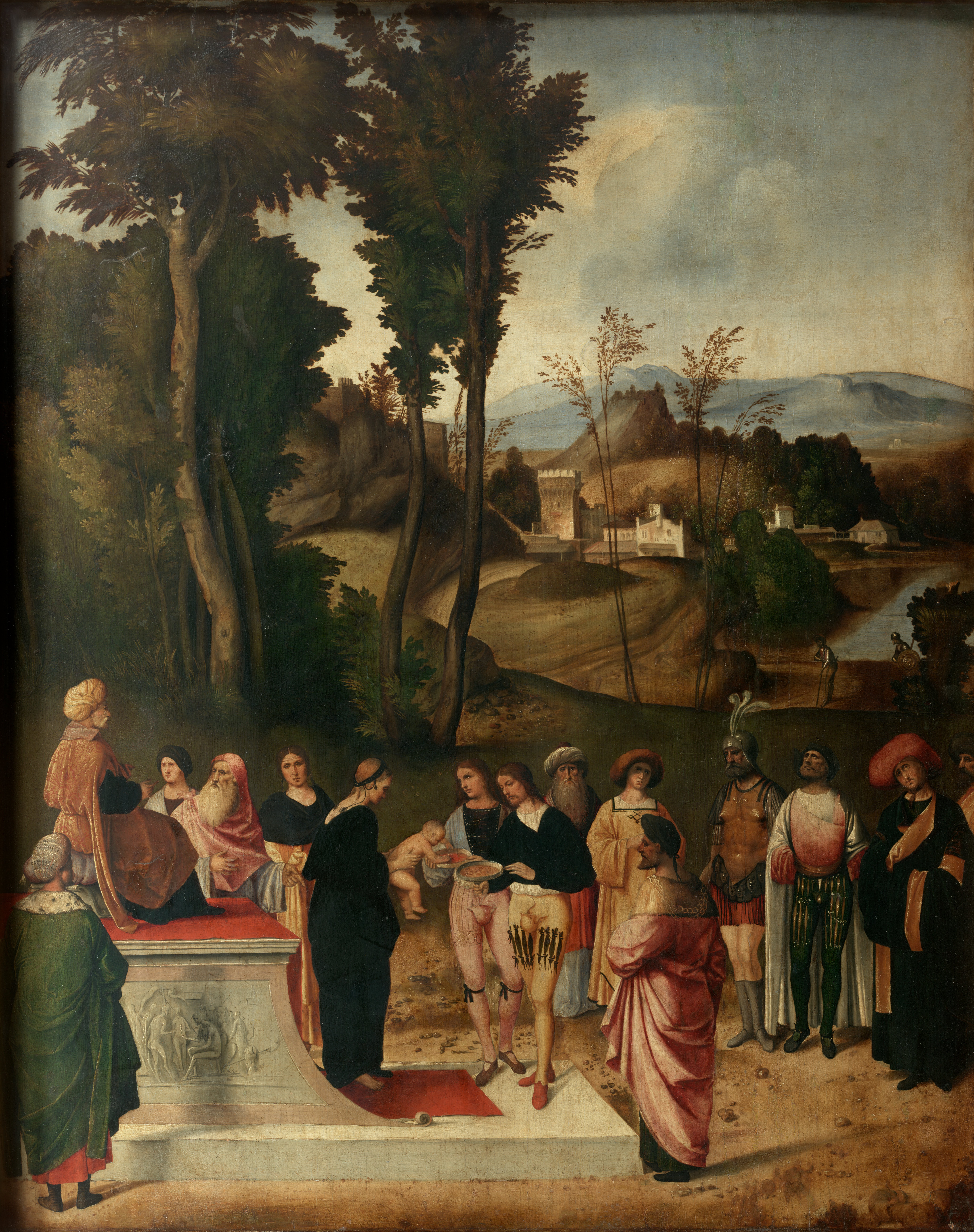
Испытание огнём Моисея. 1505. Дерево, масло. Уффици, Флоренция
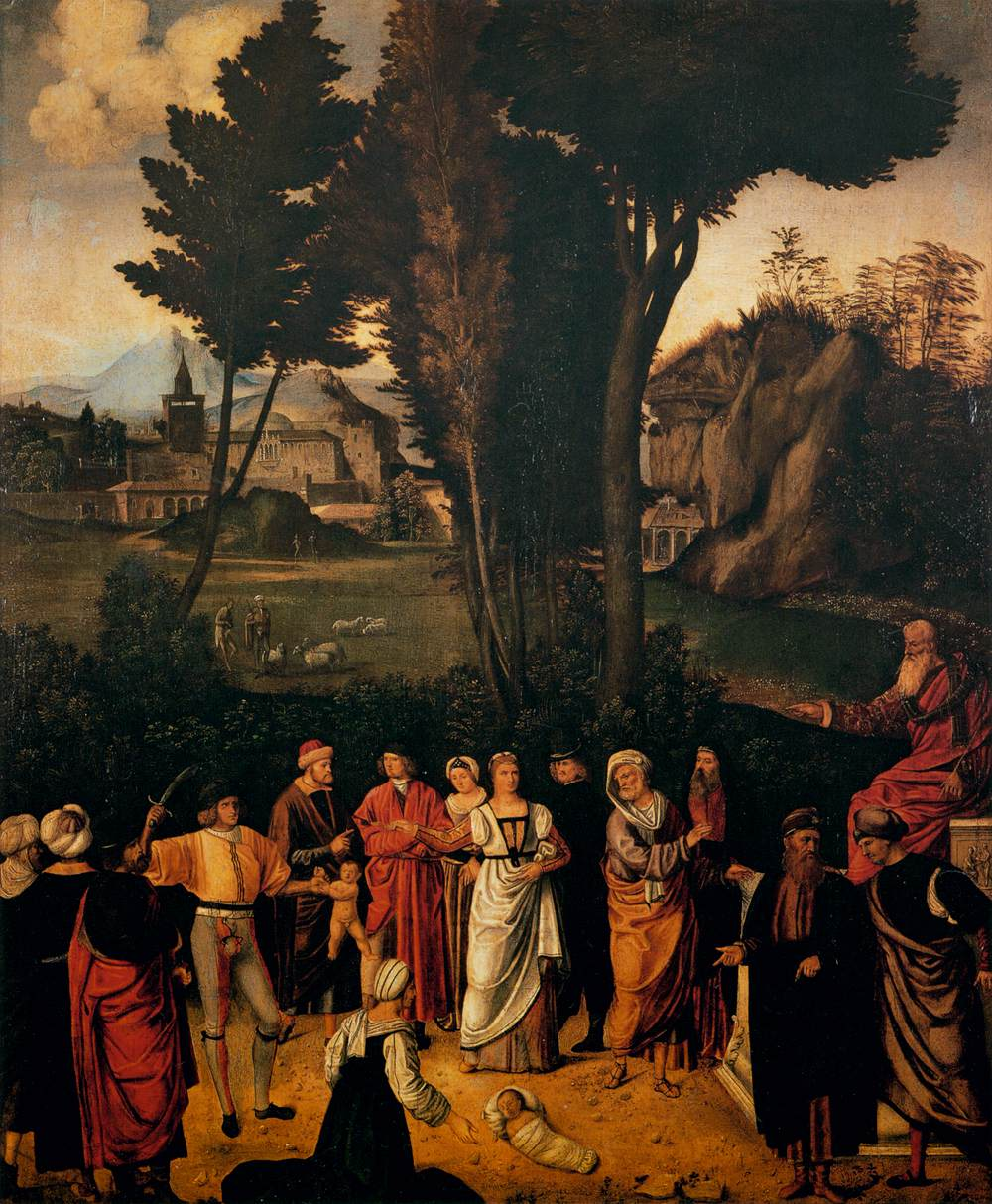
Суд Соломона. 1500. Дерево, масло. Уффици, Флоренция
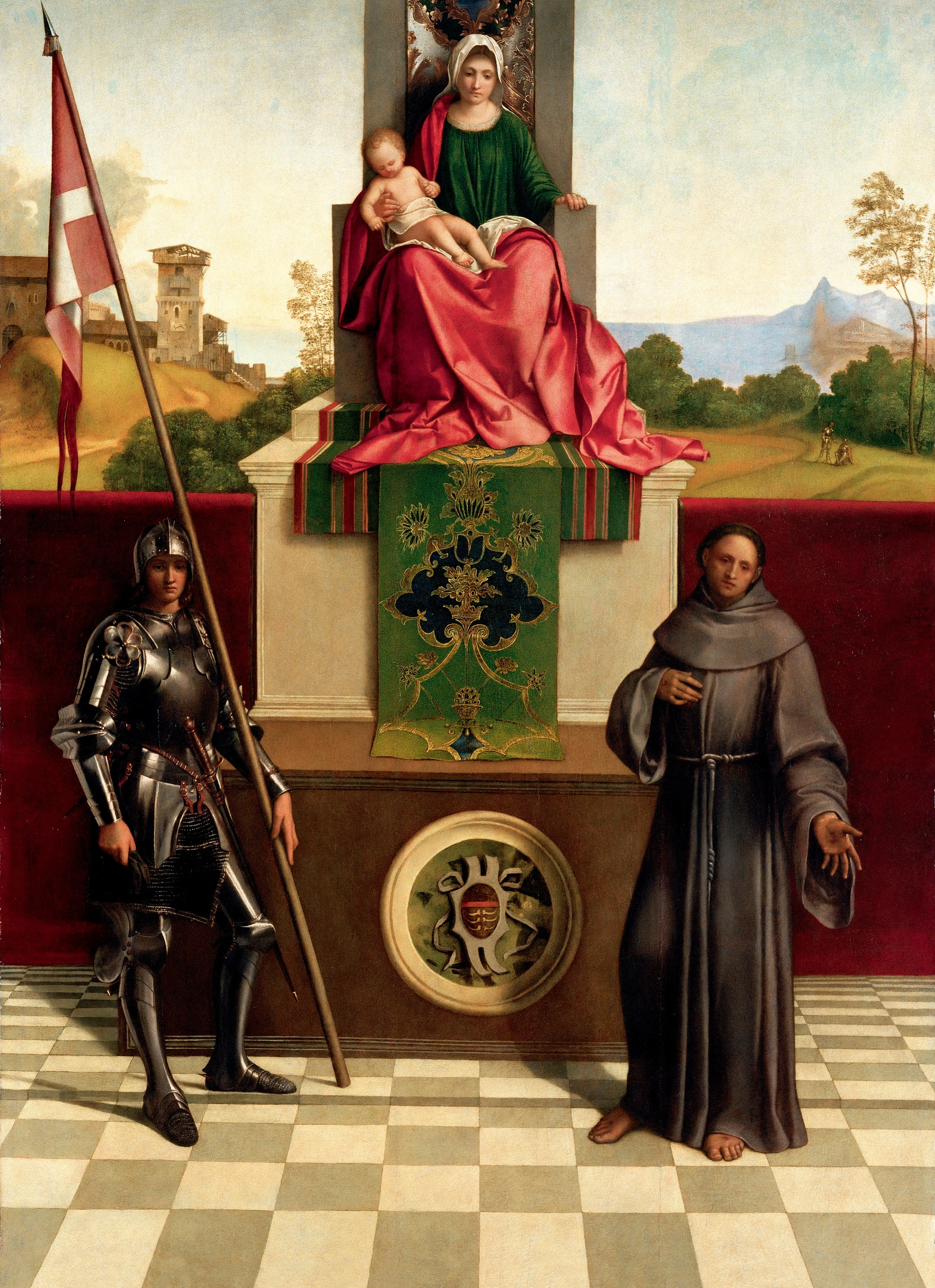
Мадонна Кастельфранко. Между 1503 и 1504. Дерево, масло. Собор, Кастельфранко-Венето
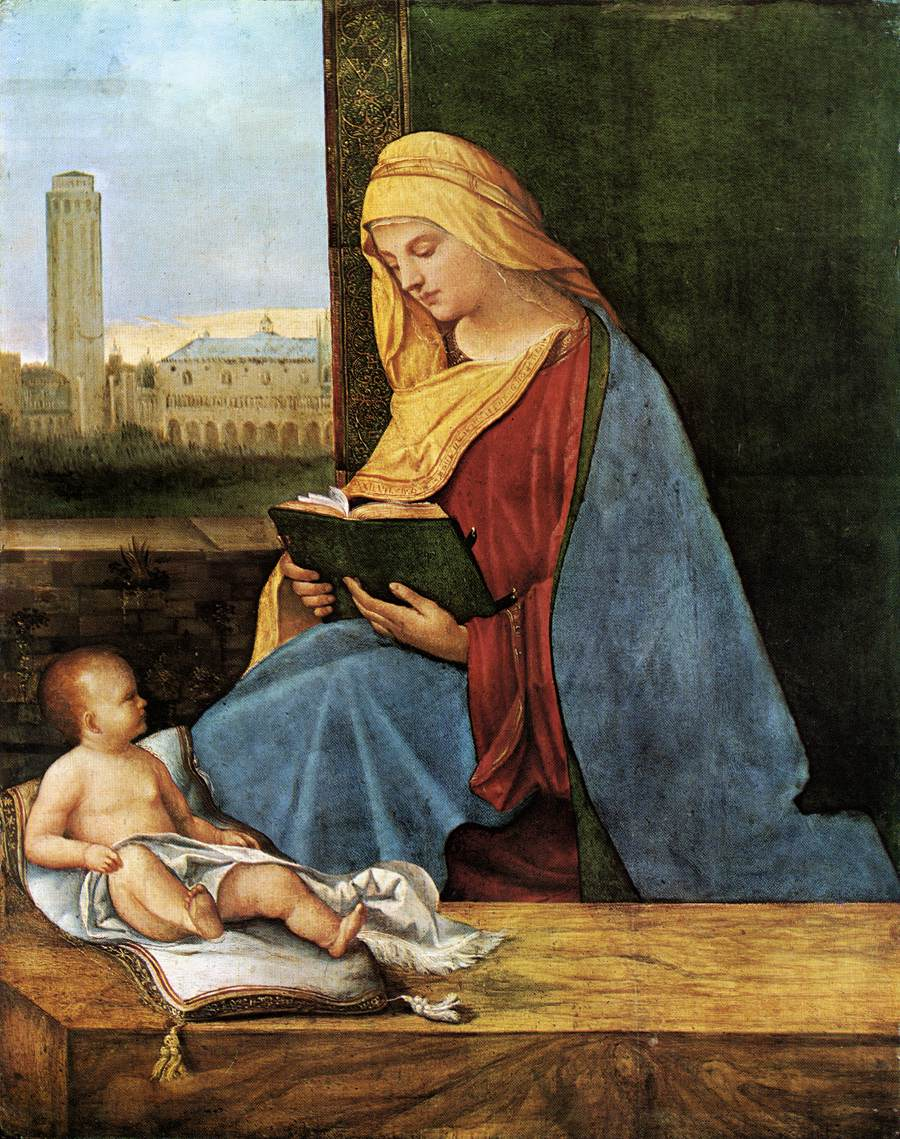
Читающая Мадонна. Вт. пол. XV в. Дерево, масло. Музей Эшмола, Оксфордский университет, Англия
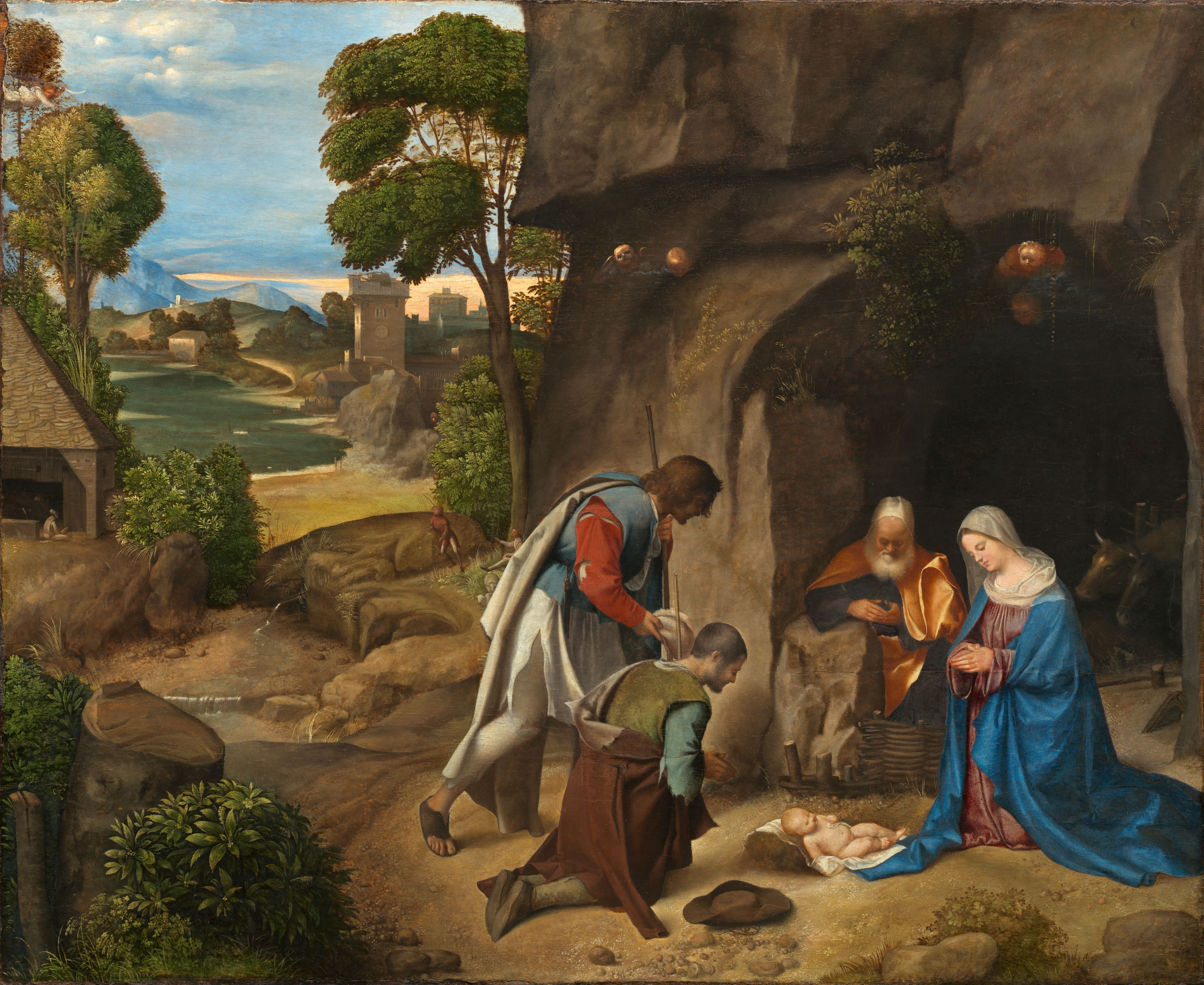
Поклонение пастухов. Между 1505 и 1510. Дерево, масло. Национальная галерея искусства, Вашингтон
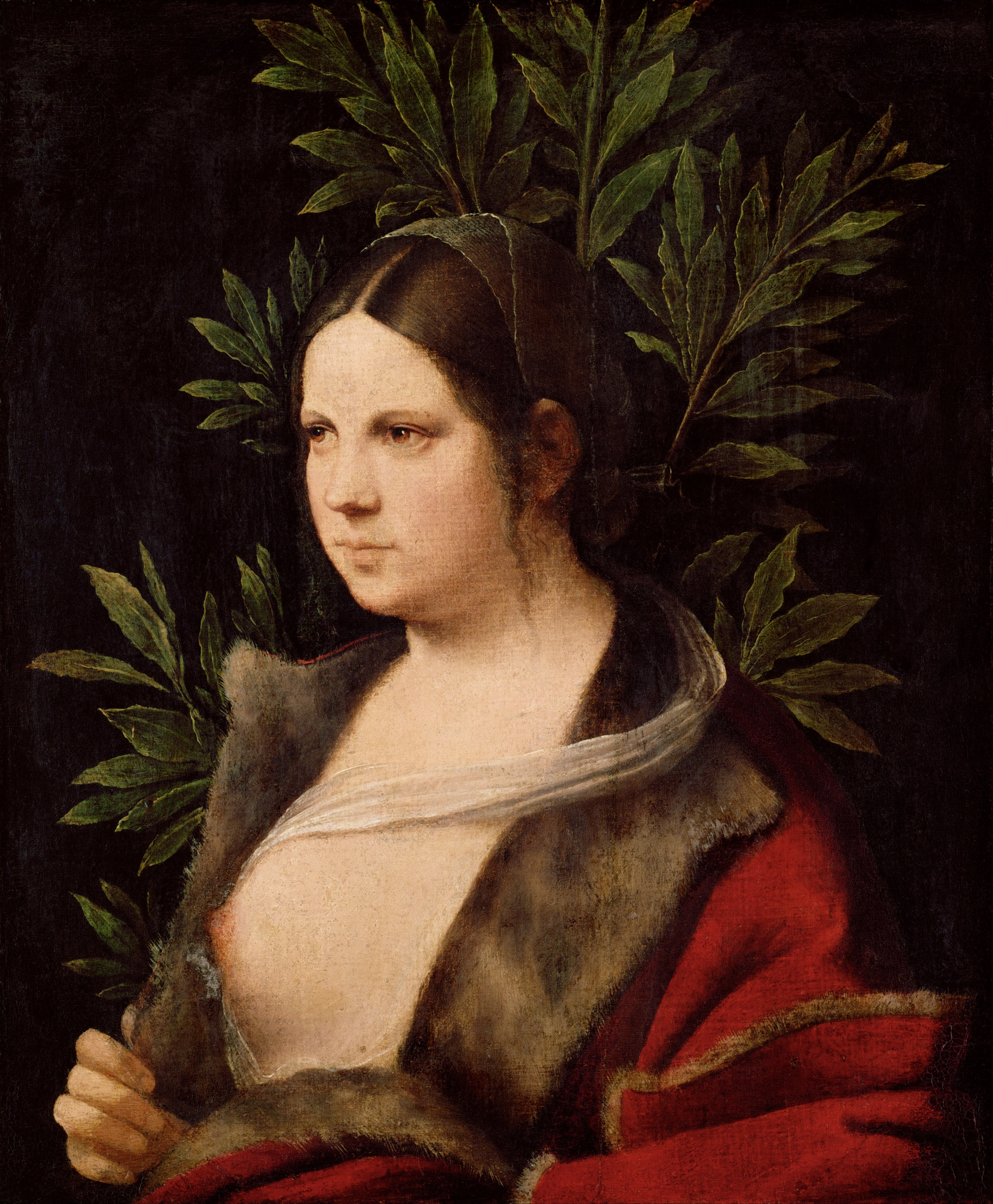
Лаура. 1506. Холст на дереве, масло. Музей истории искусств, Вена
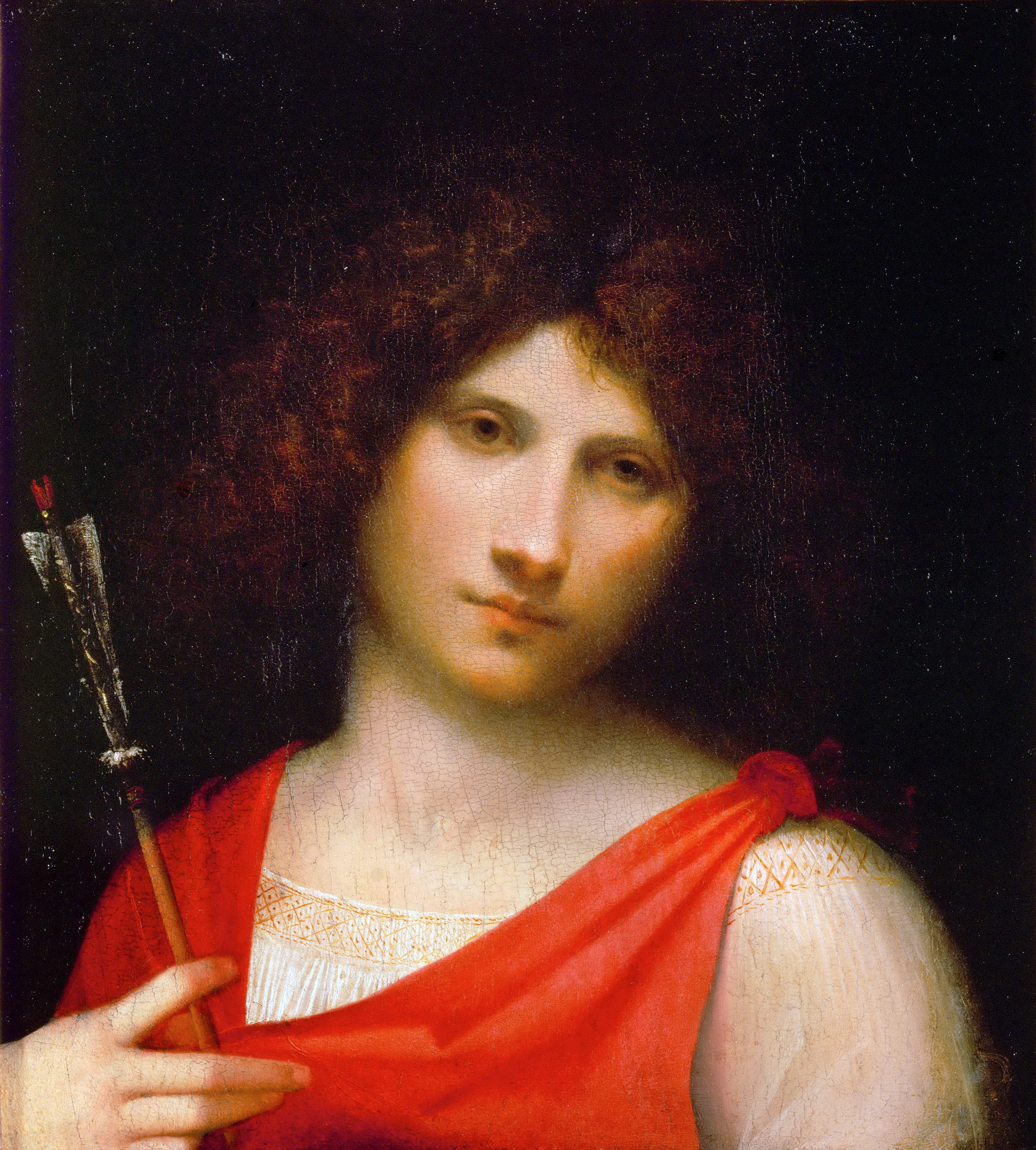
Юноша со стрелой. Ок. 1505. Дерево, масло. Музей истории искусств, Вена
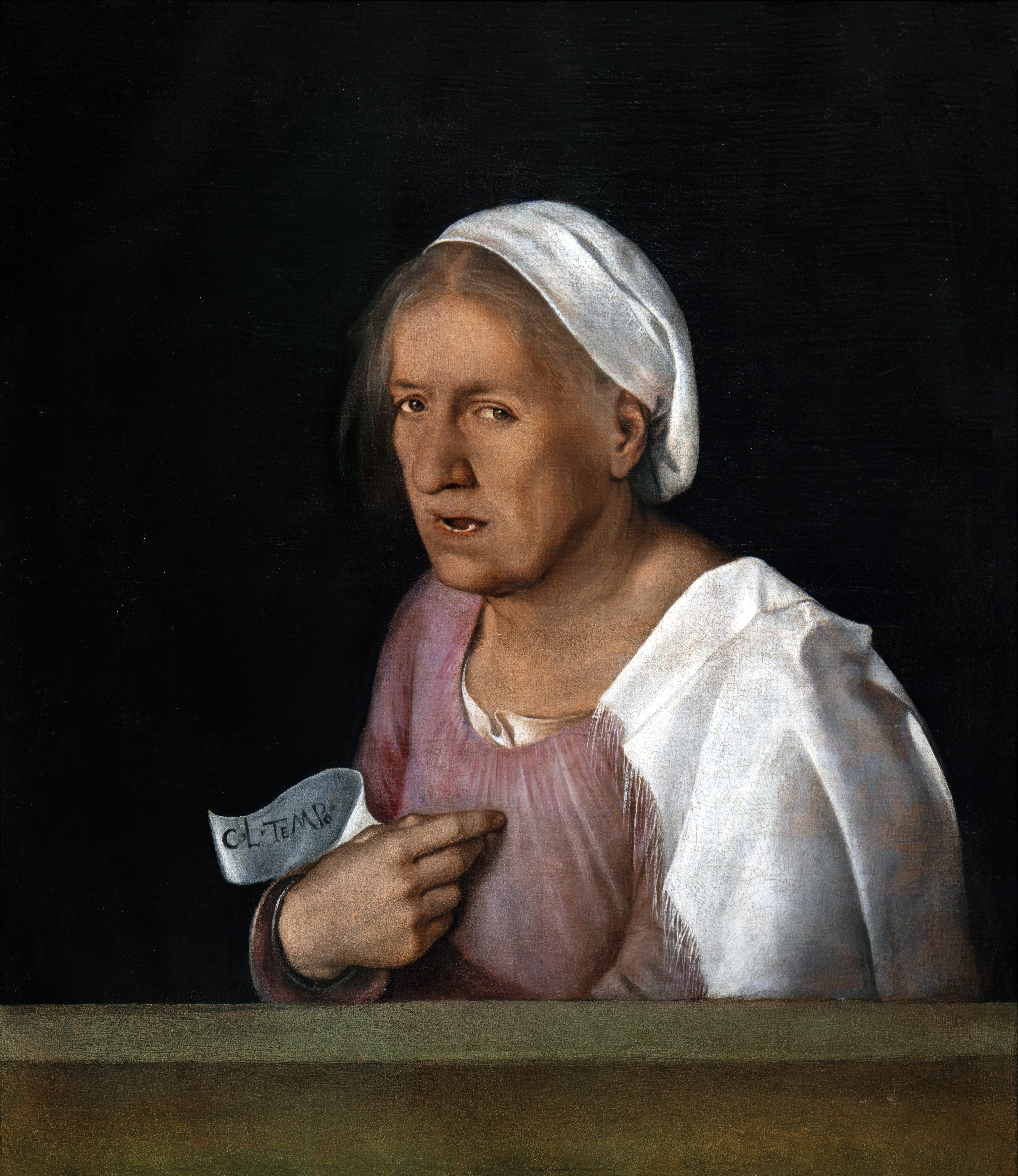
Старуха. 1500-е. Холст, масло. Галерея Академии, Венеция
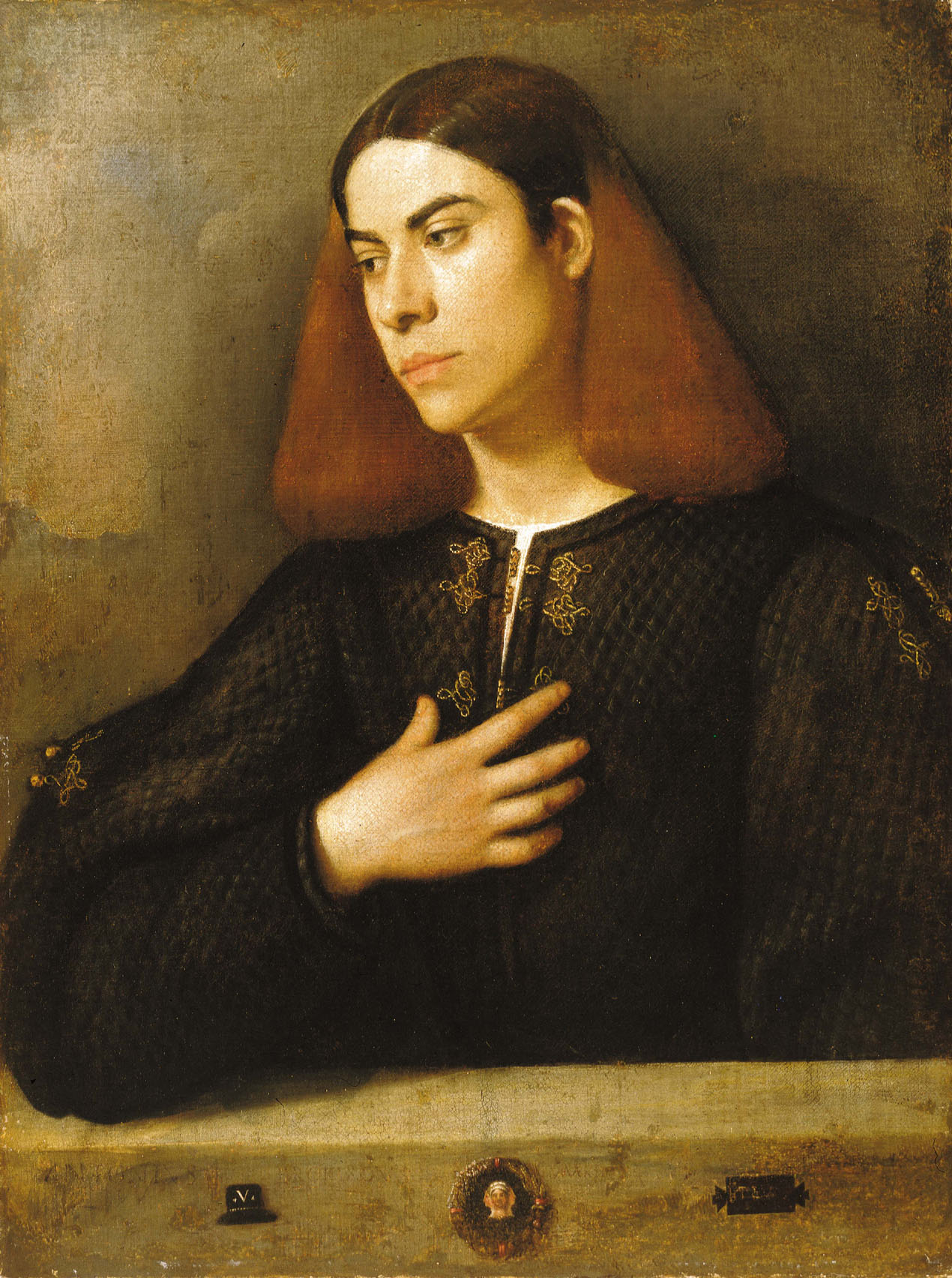
Портрет молодого человека. Ок. 1510. Холст, масло. Музей изобразительных искусств, Будапешт

## Наиболее известные произведения Джорджоне
- Святое семейство. 1500. Национальная галерея искусства, Вашингтон
- Испытание огнём Моисея. 1500—1501. Уффици, Флоренция
- Суд Соломона. 1500—1501. Уффици, Флоренция
- Юдифь. 1504. Государственный Эрмитаж, Санкт-Петербург
- Мадонна Кастельфранко. 1504. Собор Санта-Мария-Ассунта и Либерале, Кастельфранко
- Читающая Мадонна. 1505. Музей Эшмола, Оксфорд
- Поклонение волхвов. 1506—1507. Национальная галерея, Лондон
- Поклонение пастухов. 1505—1510. Национальная галерея искусства, Вашингтон
- Лаура. 1506. Музей истории искусств, Вена
- Юноша со стрелой. 1506. Музей истории искусств, Вена
- Старуха. 1508. Галерея Академии (Венеция)
- Гроза. Ок. 1508. Галерея Академии, Венеция
- Спящая Венера. 1508—1510. Галерея старых мастеров, Дрезден
- Три философа. 1509. Музей истории искусств, Вена
- Портрет молодого человека. 1508—1510. Музей изобразительных искусств, Будапешт.

## Память
- К 500-летию со дня рождения Джорджоне, итальянского художника, представителя Венецианской школы живописи, Почта СССР в 1977 году выпустила почтовый блок СССР, 50 коп. (Каталог ЦФА № 4717, Michel № 4613, Scott № 4578).

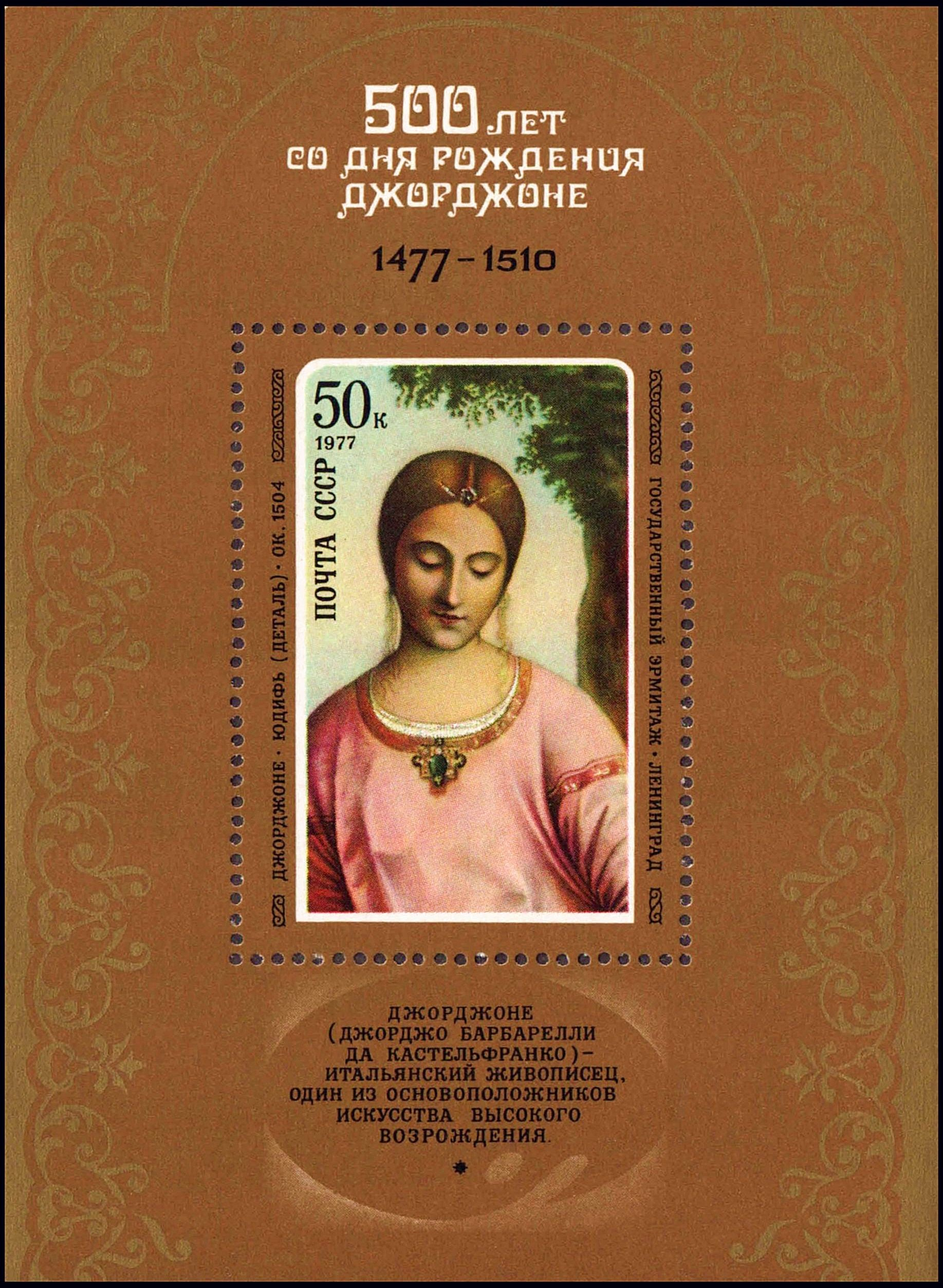
Почтовый блок «500 лет со дня рождения Джорджоне. 1477–1510. Джорджоне (Джорджо Барбарелли да Кастельфранко) – итальянский живописец, один из основоположников искусства Высокого Возрождения».